# Championnats d'Europe de descente de canoë-kayak

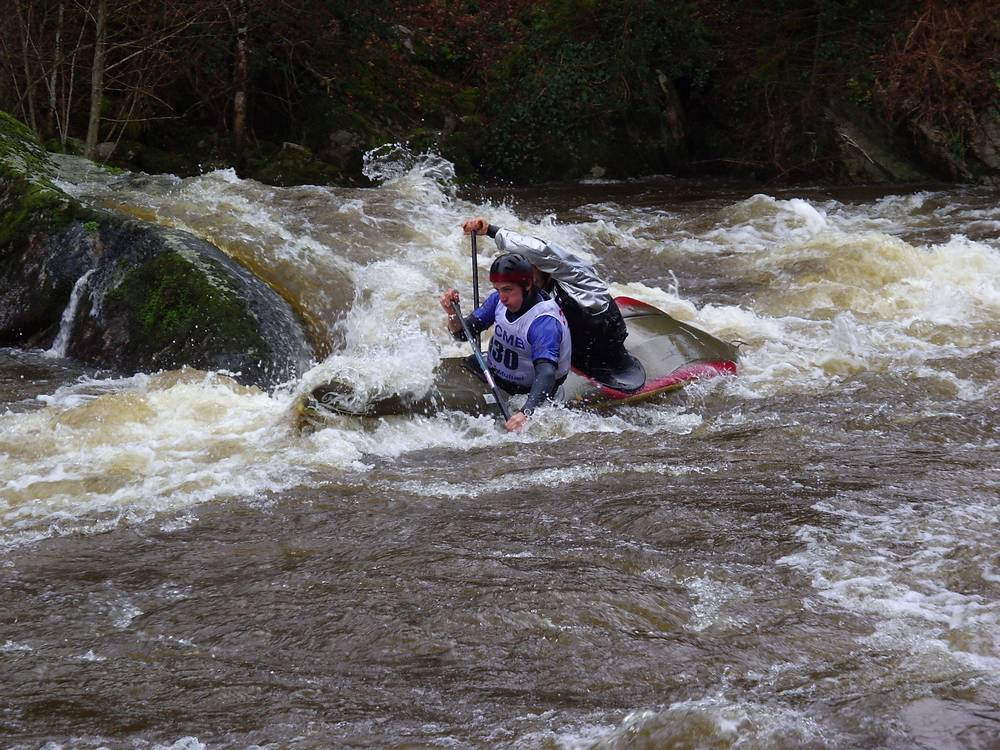
Descente de kayak à la roche du Diable

Les Championnats d'Europe de descente de canoë-kayak sont une compétition sportive de canoë-kayak dans laquelle sont engagés les meilleurs pratiquants de canoë-kayak du continent européen.
La première édition a lieu en 1997 à La Plagne.